# 因德林根
因德林根（法語：Hindlingen，法語發音：[indliŋ(ɡ)ən] ⓘ）是法国上莱茵省的一个市镇，属于阿尔特基什区。

## 地理
因德林根（47°34'18"N, 7°8'14"E）面积8 平方千米，位于法国大東部大區上莱茵省，该省份为法国东部内陆省份，是阿尔萨斯的一部分，今与下莱茵省组成了阿尔萨斯欧洲集体，其北临下莱茵省，西接孚日省，西南接贝尔福地区省，东侧沿莱茵河与德国相望，南与瑞士接壤。
与因德林根接壤的市镇（或旧市镇、城区）包括：菲勒伦、梅尔岑、弗里森、拉尔吉岑、伊尔茨巴克、新勒皮、叙阿尔斯。
因德林根的时区为UTC+01:00、UTC+02:00（夏令时）。

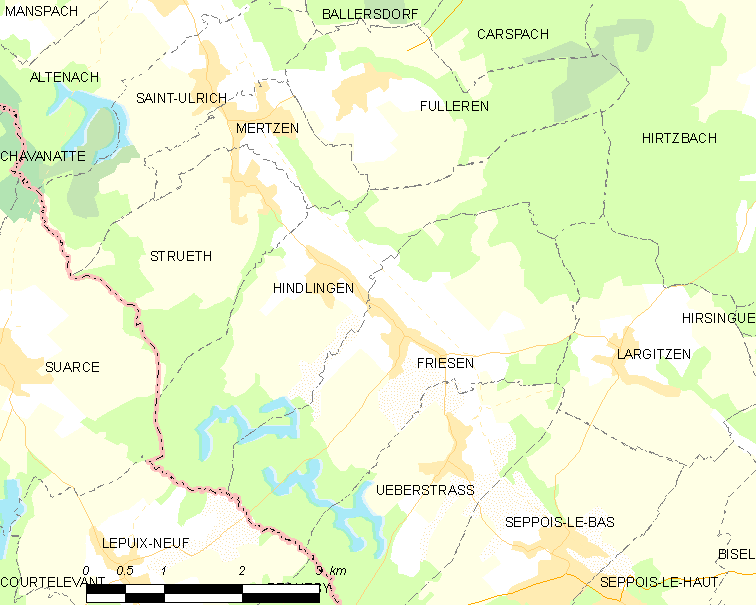
因德林根的OSM定位图

## 行政
因德林根的邮政编码为68580，INSEE市镇编码为68137。

## 政治
因德林根所属的省级选区为马斯沃-尼德布吕克县。

## 人口

1962-2008年间因德林根人口变化图示

因德林根于2022年1月1日时的人口数量为631人。